# Oceanus (uitgeverij)
Uitgeversmaatschappij Oceanus werd op 27 juni 1941 opgericht door G.H. de Marez Oyens, bankier te Amsterdam, en Salomon van Deventer, directeur van het Rijksmuseum 'Kröller-Müller'. Beide mannen, aangevuld met Max Franssen, advocaat te Den Haag, traden toe tot de Raad van Commissarissen. Als directeur werd Robert John Goddard benoemd. Oceanus was een filiaal van het Duitse nationaalsocialistische bedrijf Mundi-Verlag, dat in Berlijn gevestigd was en dat rechtstreekse relaties onderhield met het Duitse ministerie van Buitenlandse Zaken.
De opzet van de uitgeverij was, een fonds op te gaan bouwen dat grotendeels zou bestaan uit kwaliteitspublicaties, voornamelijk op het gebied van de letterkunde en kunstgeschiedenis. De uitgeverij trachtte te voorkomen dat bekend zou worden dat het bedrijf financieel en ideologisch door de bezetter krachtig ondersteund werd. De uitgeverij slaagde erin een groot aantal bekende auteurs aan zich te verbinden als P.C. Boutens, Gerben Colmjon, Lodewijk van Deyssel, J. van Oudshoorn, dr. K.H. de Raaf en J.W.F. Werumeus Buning.
 Portaal: Fascisme en nationaalsocialisme in Nederland · Fascisme · Nationaalsocialisme